# Jean Castaneda
Jean Castaneda (ur. 20 marca 1957 w Saint-Étienne) – francuski piłkarz grający na pozycji bramkarza, trener piłkarski.

## Życiorys

### Kariera klubowa
Jest wychowankiem AS Saint-Étienne. W latach 1976–1980 był piłkarzem jego rezerw. W Première Division zadebiutował 27 kwietnia 1979 w wygranym 1:0 meczu z Paris FC. W sezonie 1980/1981 wraz z Saint-Étienne zdobył mistrzostwo Francji. W 1989 roku odszedł do Olympique Marsylia. W sezonie 1989/1990 po raz drugi w karierze zdobył mistrzostwo kraju. W 1991 roku zakończył karierę zawodniczą. Łącznie rozegrał 239 meczów w Première Division.
| Sezon     | Klub               | Liga              | Mecze | Gole |
| --------- | ------------------ | ----------------- | ----- | ---- |
| 1989/1990 | Olympique Marsylia | Première Division | 6     | 0    |
| 1988/1989 | AS Saint-Étienne   | Première Division | 15    | 0    |
| 1987/1988 | AS Saint-Étienne   | Première Division | 38    | 0    |
| 1986/1987 | AS Saint-Étienne   | Première Division | 33    | 0    |
| 1983/1984 | AS Saint-Étienne   | Première Division | 38    | 0    |
| 1982/1983 | AS Saint-Étienne   | Première Division | 36    | 0    |
| 1981/1982 | AS Saint-Étienne   | Première Division | 36    | 0    |
| 1980/1981 | AS Saint-Étienne   | Première Division | 35    | 0    |
| 1978/1979 | AS Saint-Étienne   | Première Division | 2     | 0    |

### Kariera reprezentacyjna
W latach 1981–1982 był reprezentantem Francji. Zadebiutował 18 lutego 1981 w przegranym 0:1 towarzyskim meczu z Hiszpanią. W 1982 roku wziął udział w mistrzostwach świata w Hiszpanii. Niemal przez cały turniej był rezerwowym. Wystąpił w przegranym 2:3 meczu o 3. miejsce z Polską. Łącznie w kadrze zagrał dziewięciokrotnie. Po raz ostatni miało to miejsce 6 października 1982 w wygranym 1:0 towarzyskim meczu z Węgrami.

### Kariera trenerska i organizacyjna
W latach 1991–1994 był trenerem bramkarzy Olympique Marsylia. W latach 1994–1996 był trenerem rezerw tego klubu. W latach 1996–1997 pełnił funkcję asystenta trenera pierwszego zespołu Gérarda Gili’ego.
Od 1 lipca 1997 do 30 listopada 1999 był trenerem FC Istres, a od 1 grudnia 1999 do 30 listopada 2001 jego dyrektorem sportowym. W latach 2002–2004 trenował katarski Ar-Rajjan. W latach 2005–2006 był trenerem US Marseille Endoume. W 2009 roku był szkoleniowcem algierskiego CS Constantine, a następnie został dyrektorem sportowym Sisteron FC.